# Ingoberga
Ingoberga o Ingolberga (520 circa – Tours, 589) fu regina dei Franchi Sali di Neustria, Aquitania e Guascogna, tra il 561 ed il 567, quale moglie del merovingio Cariberto I.

## Biografia
Secondo il vescovo Gregorio di Tours (536 – 597), Ingoberga, di cui non si conoscono gli ascendenti, fu la prima moglie di Cariberto I. 
Ingoberga aveva al suo servizio due fanciulle, figlie di un lavoratore della lana, Meroflede e Marcovefa, che erano amate da re Cariberto. Ingoberga allora provocò uno scandalo a palazzo, cercando di umiliare il padre della due ragazze.
A seguito di questo fatto, Ingoberga fu ripudiata e Meroflede divenne la seconda moglie di Cariberto.
Dopo il ripudio, Ingoberga si ritirò nel monastero di Tours, dove passò il resto dei suoi giorni.
Sempre Gregorio di Tours ci informa che Ingoberga, nel quattordicesimo anno di regno di Childeberto II, nel 589, lo chiamò al suo capezzale per fare testamento e dopo pochi mesi, aggravatasi la malattia, Ingoberga morì, all'età di circa settant'anni, lasciando un'unica figlia, sposata al re di Canthia, Ethelbert.

## Figli
Ingoberga a Cariberto diede una sola figlia:
- Berta (prima del 560- prima del 616), che sposò il re pagano Etelberto del Kent e lo convertì al cristianesimo[3]

### Fonti primarie
- (LA)  Gregorio di Tours, Historia Francorum Testo disponibile su Wikisource.